# Xanthorhoe alaskae
Xanthorhoe alaskae är en fjärilsart som beskrevs av Samuel E. Cassino och Louis W. Swett 1925. Xanthorhoe alaskae ingår i släktet Xanthorhoe och familjen mätare. Inga underarter finns listade i Catalogue of Life.